# Klein Borstel

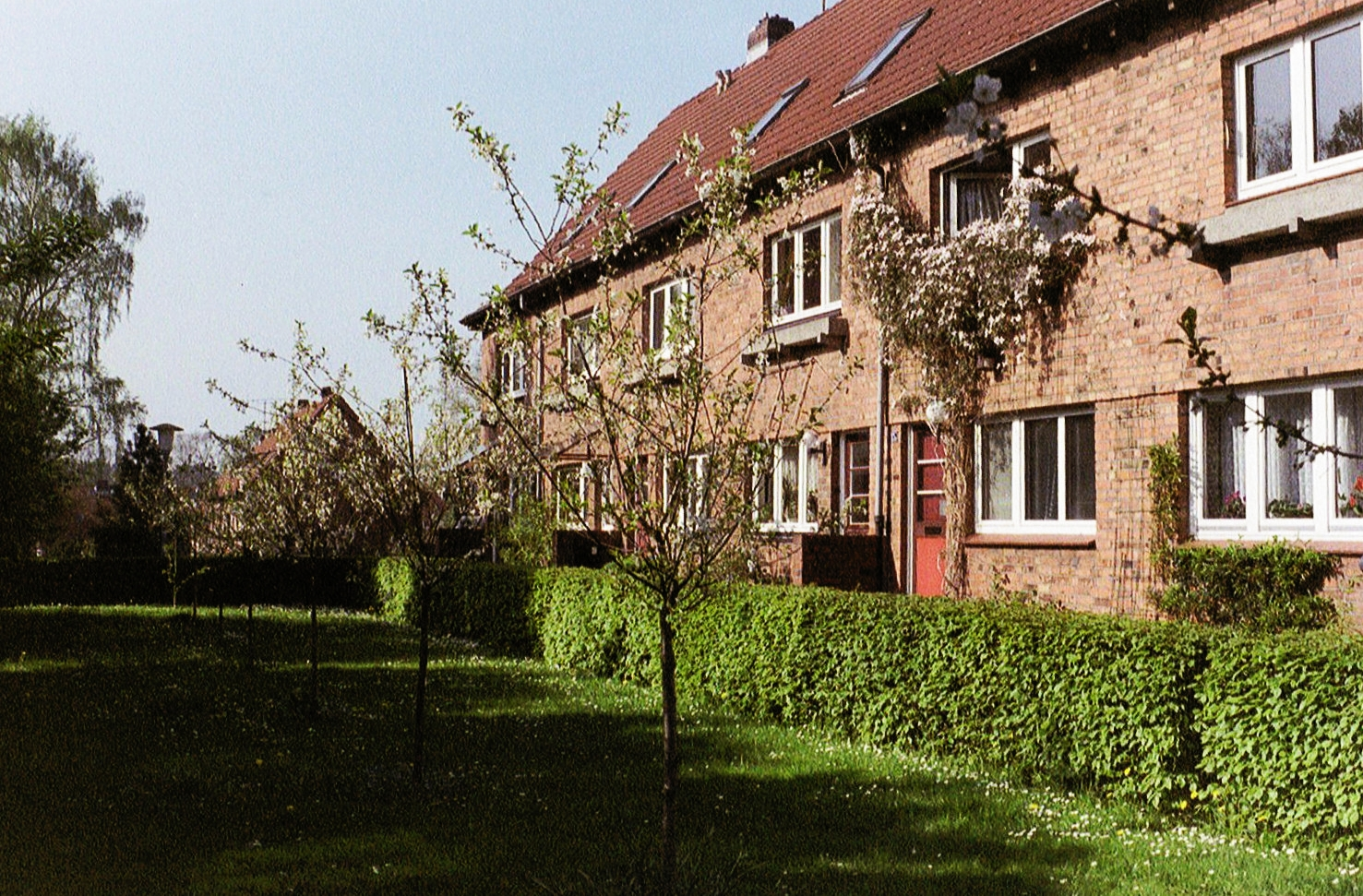
Vor jedem Haus ein Kirschbaum: denkmalgeschützte Reihenhäuser

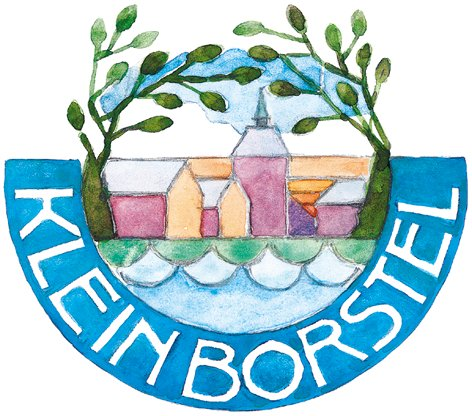
Wappen von Klein Borstel, initiiert 2004 durch den Heimatverein Klein Borstel (Rechteinhaber)

Klein Borstel ist eine Gemarkung im Hamburger Bezirk Nord. Es gehört zum Stadtteil Ohlsdorf. Die Bebauung besteht überwiegend aus kleinen Mehrfamilienhäusern und Reihenhäusern.

## Lage und Verkehr
Geologisch befindet sich Klein Borstel auf einem Geestrücken der letzten Eiszeit, der durch die Alster durchbrochen wird. Hierdurch ergibt sich eine Hanglage zur Alster hin.
Im Süden grenzt Klein Borstel an den Friedhof Ohlsdorf, im Westen und Norden – begrenzt durch die Parkanlagen am Verlauf der Alster – an die Stadtteile Fuhlsbüttel und Hummelsbüttel, und im Osten an Wellingsbüttel.

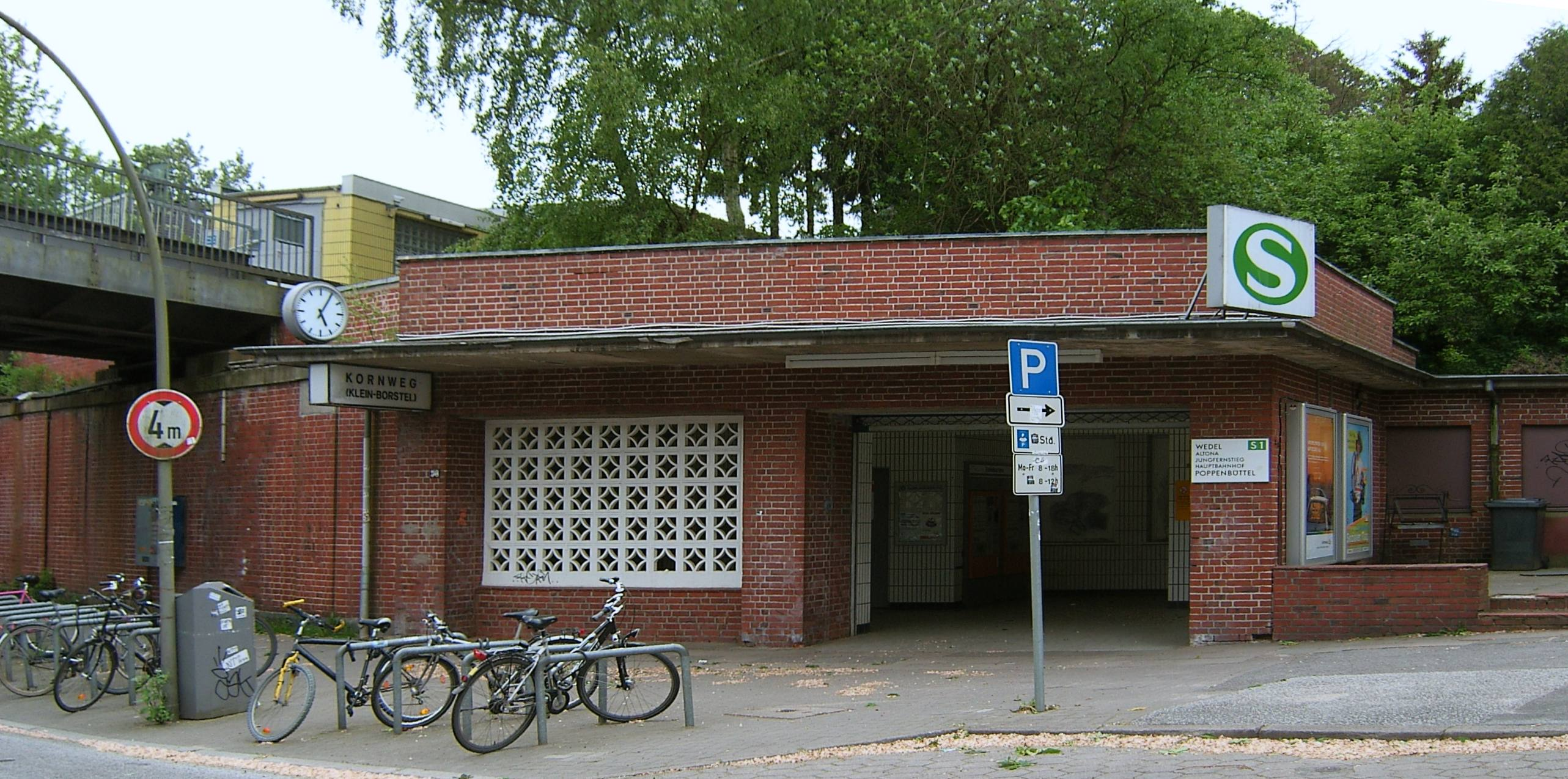
S-Bahn-Station Kornweg

Klein Borstel wird von der Wellingsbütteler Landstraße durchquert und ist mit S-Bahn und U-Bahn an den öffentlichen Nahverkehr im HVV angeschlossen. Die Linie U1 (Langenhorner Bahn) hält am U-Bahnhof Klein Borstel, die Linien S1 und S11 (Alstertalbahn) halten an der Station Kornweg (Klein Borstel).

## Geschichte
Am 1. Mai 1304 schenkte Graf Adolf V. von Holstein-Segeberg das Dorf Borstelde dem hamburgischen Bürger Johann vom Berge. Nachdem die männliche Linie der Familie vom Berge (oder de Monte) ausgestorben war, erwarb das St. Georgs-Hospital das Dorf zwischen 1488 und 1615 nach und nach. Nach dem Ende der französischen Besatzung durch Napoleon wurde das Dorf 1830 der Verwaltung der Stadt Hamburg unterstellt und der Landherrenschaft der Geestlande zugeordnet.

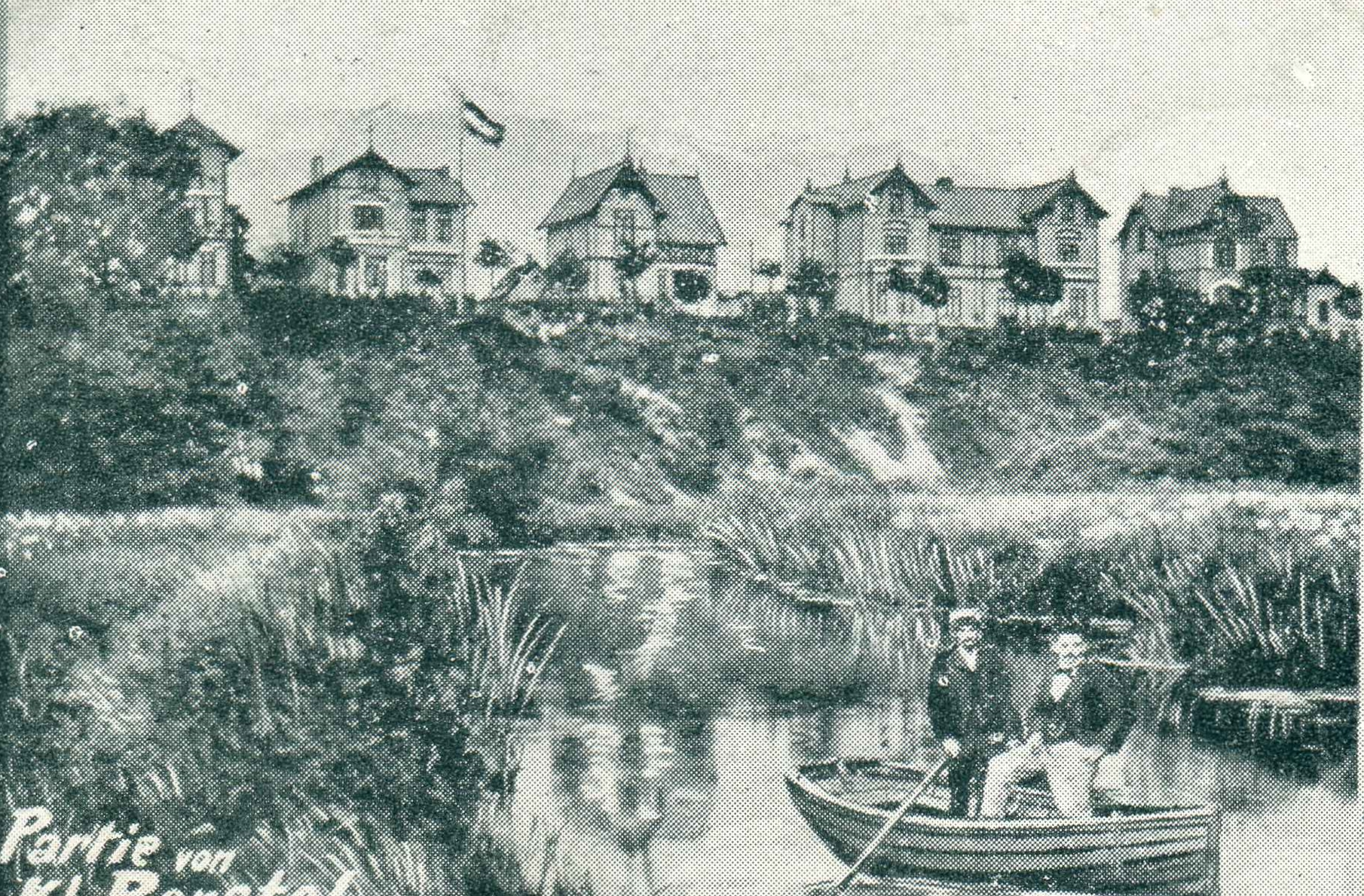
Klein Borstel 1899

 Zum ersten Mal wird 1872 die Gemeindeversammlung Landgemeinde Klein Borstel-Struckholt gewählt, und aus den Untertanen des St.-Georgs-Hospitals wurden politisch vollberechtigte Grundeigentümer und Einwohner.
Bis zum Ende des 19. Jahrhunderts war Klein Borstel ländlich geprägt und bestand vorwiegend aus Feldern mit Knickbegrenzungen, kleinen Eichenwäldern und einzelnen Bauernhöfen. Die einzige Straßenverbindung war die Wellingsbütteler Landstraße, die von Hamburg zum Herrenhaus Wellingsbüttel führte. Mit der Ausweitung des Hamburger Siedlungsgebietes kamen gegen Ende des 19. Jahrhunderts zuerst meist wohlhabende Familien, die sich entlang der Wellingsbüttler Landstraße Villen errichteten. Diese Bebauung prägt noch heute den Charakter des Stadtteils.

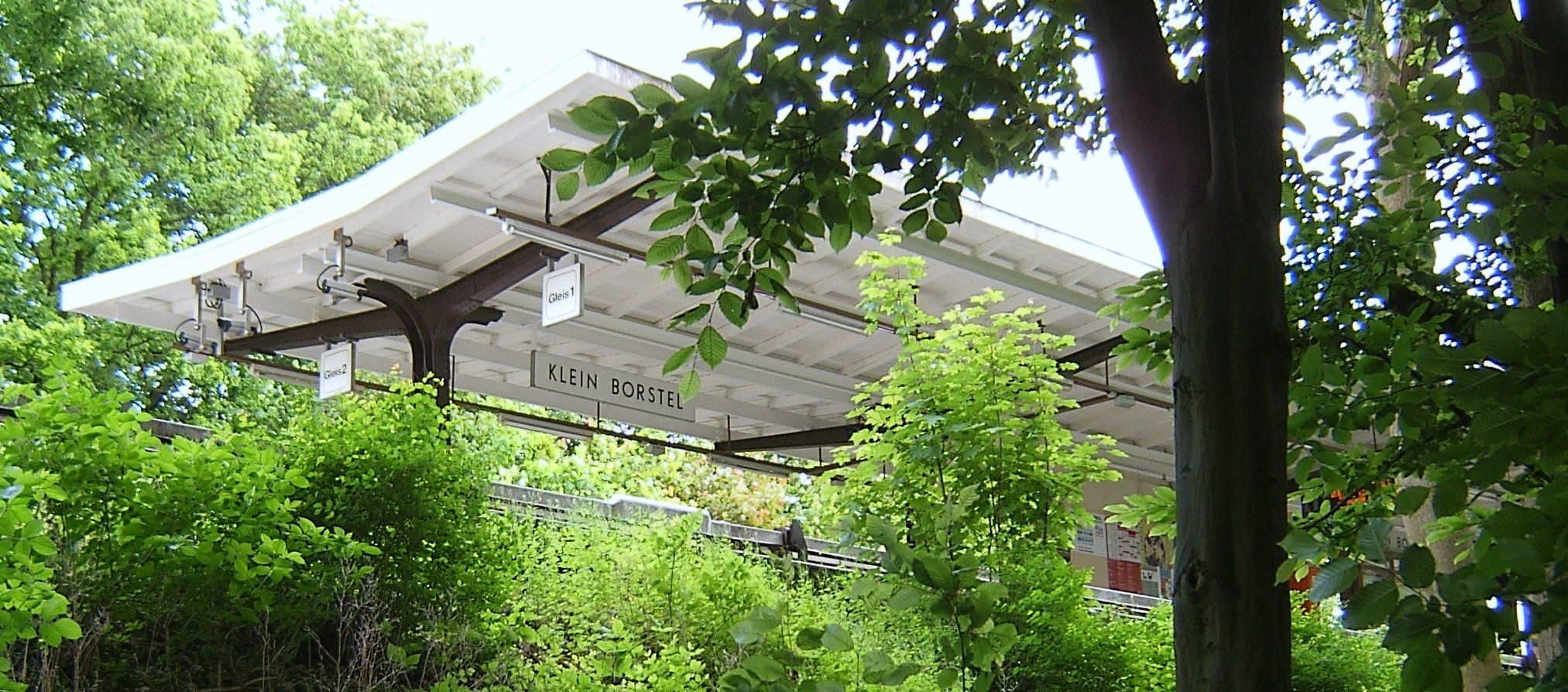
U-Bahn-Station Klein Borstel

1913 wurde die Dorfschaft als Vorort in das hamburgische Stadtgebiet eingemeindet, dies markiert das Ende der Gemeindevertretung. Mit der Eröffnung der Alstertalbahn mit der Station Kornweg/Klein Borstel im Jahre 1916 und der Eröffnung der Langenhorner Bahn mit der Station Klein Borstel im Jahre 1921 wurde Klein Borstel an den Hamburger Nahverkehr angebunden. Es war das Ende der ländlichen Nutzung des Areals.
1938 wurde Klein Borstel mit Ohlsdorf vereinigt, und wird heute als eine Gemarkung im Stadtteil Ohlsdorf geführt.

## Bauwerke

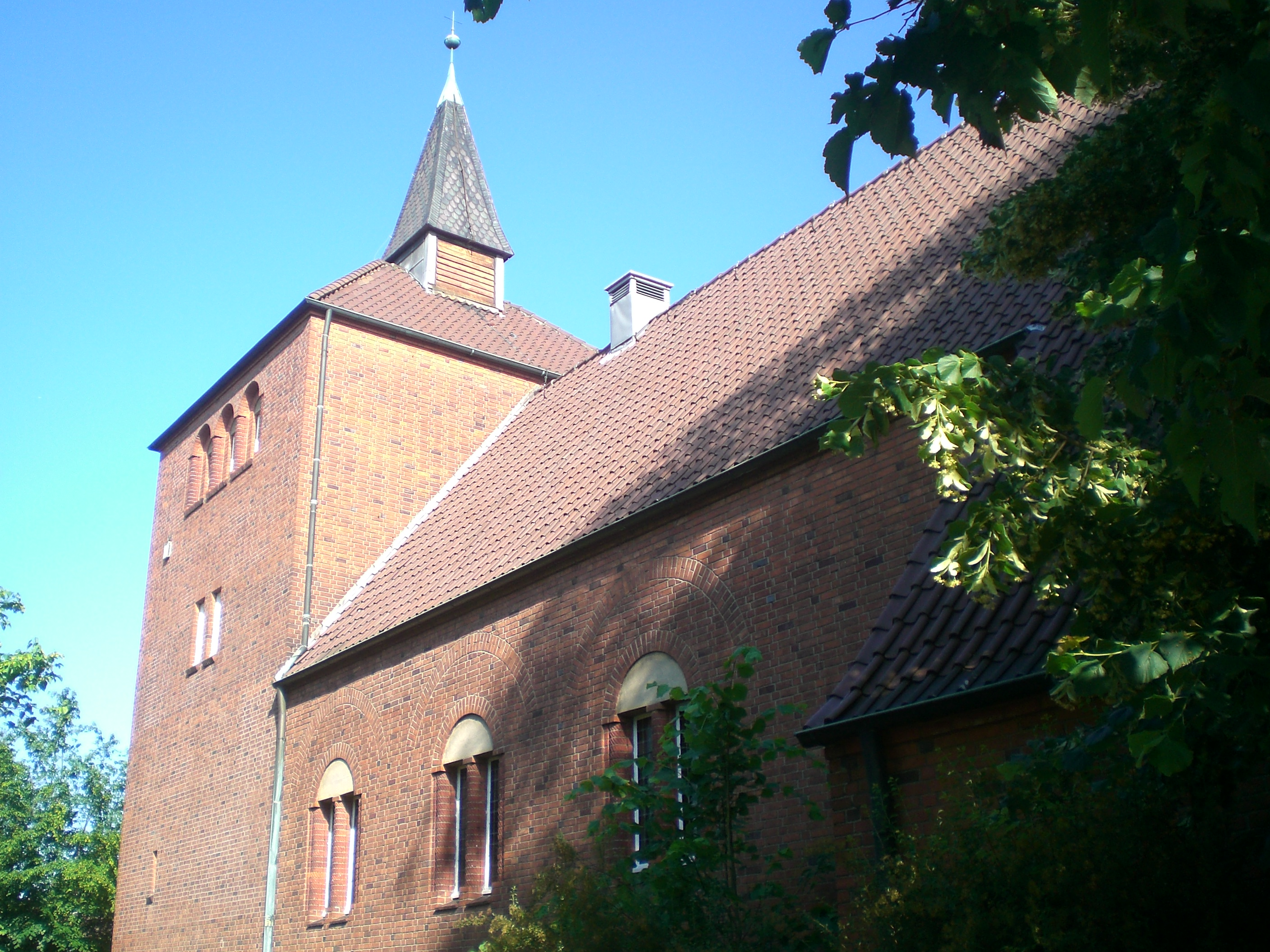
Maria-Magdalenen-Kirche an der Stübeheide

- Die Frank’sche Siedlung des Architekten Paul August Reimund Frank stand seit 1981 unter Milieuschutz. Im April 2011 wurde sie dem Denkmalschutz unterstellt. Sie umfasst rund 550 Reihenhäuser.
- Die Maria-Magdalenen-Kirche an der Stübeheide.

## Kultur
- Heimatverein Klein Borstel e. V.[1]
- KulturKleinBorstel[2]

## Persönlichkeiten
- Erich Kühn, Journalist, Theatermann und Politiker
- Ernst Mittelbach, Gewerbelehrer, Widerstandskämpfer, geehrt durch einen Stolperstein in Klein Borstel und einer nach ihm benannten Straße (Ernst-Mittelbach-Ring) im Stadtteil Niendorf
- Harry Naujoks, kommunistischer Widerstandskämpfer im KZ Sachsenhausen, Häftling im KZ Flossenbürg und Häftling im KZ Fuhlsbüttel
- Marie Priess, geborene Drews, kommunistische Widerstandskämpferin gegen den Nationalsozialismus und NS-Opfer